# On the Run Tour
On the Run Tour — концертный тур американского рэпера Jay-Z и американской R'n'B певицы Бейонсе.

Название тура происходит  от песни "Part II (On the Run)". К туру был выпущен трейлер под названием "RUN". Из-за большого спроса на билеты были добавлены дополнительные даты. Тур имел успех с коммерческой точки зрения: доходы за первые 19 концертов составили 95 миллионов долларов. Шоу было полностью записано 12 сентября 2014 в Париже, Франция, где тур закончился.

## Промо
О туре было официально объявлено 28 апреля 2014 года  на странице Jay-Z  в Facebook. Вскоре объявление появилось на официальном сайте Бейонсе и в официальном пресс-релизе. Предварительная продажа билетов началась через сайт Бейонсе и Chase. Billboard отметил, что это удивительно для Chase, как для официального спонсора тура, из-за отсутствия опыта в концертной индустрии по сравнению с такими "музыкальными гигантами", как Citi и American Express. Chase якобы "забил" сделку благодаря прошлым связям с Roc Nation Sports (принадлежит Jay-Z). На рекламном плакате тура можно увидеть  Jay-Z и Бейонсе в лыжных масках, изображающих преступников в бегах ("'03 Bonnie & Clyde" и "Part II (On the Run)"). Второй рекламный плакат был выпущен 30 мая 2014 года.
После объявления о туре выяснилось, что $1 с каждого проданного билета перечислят в Shawn Carter Foundation (Shawn Carter - настоящее имя Jay-Z), который будет помогать людям, столкнувшимся с серьезными проблемами, такими как подростковая беременность, нищета, сексуальное и бытовое насилие. Фанатам в Хьюстоне было предложено принести продовольственные товары в рамках компании #BeyGood, чтобы помочь семьям, страдающим от голода. Сделавшие пожертвование поклонники могли выиграть билеты на On the Run Tour в Хьюстоне 18 июля 2014 года. 2500 человек пожертвовали  более 10 тонн продовольствия.
17 мая 2014 вышел официальный трейлер к туру. Помимо Jay-Z и Бейонсе в видео также снялись другие знаменитости: Дон Чидл, Гильермо Диас, Джейк Джилленхол, Кидада Джонс, Рашида Джонс, Блейк Лайвли, Эмми Россум и Шон Пенн. В трейлере Бейонсе и Jay-Z как Бонни и Клайд , "боевик, криминал, любовь и оружие".
В последние секунды видео можно увидеть слова "COMING NEVER" (Продолжения не будет), то есть трейлер не станет полноценным художественным фильмом. Режиссёр видео - Melina Matsoukas.

## Сет-Лист
Этот сет-лист был на первом концерте в Майами.
1. «’03 Bonnie & Clyde»
2. «Upgrade U»
3. «Crazy in Love»
4. «Show Me What You Got»
5. «Diamonds are Forever»
6. «N—as» in Paris"
7. «Tom Ford»
8. «Run the World»
9. «Bow Down/I Been On»
10. «Flawless»
11. «Yonce»
12. «Dirt Off Your Shoulder»
13. «Big Pimpin’»
14. «Ring the Alarm»
15. «On to the Next One»
16. «Clique»
17. «Diva»
18. «Baby Boy»
19. «U Don’t Know»
20. «Ghost»/«Haunted»
21. «No Church in the Wild»
22. «Drunk in Love»
23. «Public Service Announcement»
24. «Why Don’t You Love Me»
25. «Holy Grail»
26. «Fuckwithmeyouknowigotit»
27. «Beach Is Better»
28. «Partition»
29. «99 Problems»
30. «If I Were a Boy»
31. «Ex Factor» (by Lauryn Hill)
32. «Song Cry»
33. «Resentment»
34. «Love on Top»
35. «Izzo (H.O.V.A.)»
36. «I Just Wanna Love U (Give it 2 Me)»
37. «Single Ladies»
38. «Hard Knock Life»
39. «Pretty Hurts»
40. «Part II (On the Run)»
41. «Young Forever»
42. «Halo»
43. «Lift Off» (instrumental)

## Даты концертов
| Дата              | Город            | Страна           | Арена                    |                  |                  |
| Северная Америка  | Северная Америка | Северная Америка | Северная Америка         | Северная Америка | Северная Америка |
| ----------------- | ---------------- | ---------------- | ------------------------ | ---------------- | ---------------- |
| Июнь 25, 2014     | Майами           | США              | Sun Life Stadium         |                  |                  |
| Июнь 28, 2014     | Цинциннати       | США              | Great American Ball Park |                  |                  |
| Июль 1, 2014      | Фоксиборо        | США              | Gillete                  |                  |                  |
| Июль 5, 2014      | Филадельфия      | США              | Citizens Bank Park       |                  |                  |
| Июль 7, 2014      | Балтимор         | США              | M&T                      |                  |                  |
| Июль 9, 2014      | Торонто          | США              | Rogers Cantre            |                  |                  |
| Июль 11, 2014     | Ист-Ратерфорд    | США              | Metlife                  |                  |                  |
| Июль 15, 2014     | Атланта          | США              | Georgia Dome             |                  |                  |
| Июль 18, 2014     | Хьюстон          | США              | Minute Maid Park         |                  |                  |
| Июль 20, 2014     | Новый Орлеан     | США              | Mercedes-Benz Superdome  |                  |                  |
| Июль 22, 2014     | Даллас           | США              | AT&T                     |                  |                  |
| Июль 24, 2014     | Чикаго           | США              | Soldier Field            |                  |                  |
| Июль 27, 2014     | Виннипег         | США              | Investors Group Field    |                  |                  |
| Июль 30, 2014     | Сиэтл            | США              | Safeco Field             |                  |                  |
| Август 2, 2014    | Лос-Анджелес     | США              | Rose Bowl                |                  |                  |
| Август 5, 2014    | Сан-Франциско    | США              | AT&T Park                |                  |                  |
| Август 6, 2014    | Сан-Франциско    | США              | AT&T Park                |                  |                  |
| Европа            |                  |                  |                          |                  |                  |
| Сентябрь 12, 2014 | Париж            | Франция          | Stade De France          |                  |                  |
| Сентябрь 13, 2014 | Париж            | Франция          | Stade De France          |                  |                  |

## Запись
В июле 2014 было объявлено, что HBO будет снимать весь концерт On the Run Tour. Съёмки были запланированы 12 и 13 сентября в Париже, Франция. HBO использовал 20 различных камер для записи двух шоу. Снимал режиссёр Jonas Åkerlund и в эфире появилось 20 сентября 2014 года. Концерт получил рейтинг 0.5 (возраст 18–49). После показа, видео  "Young Forever" / "Halo" и "Flawless (remix)" ft. Ники Минаж были загружены на официальный YouTube Бейонсе.
В сентябре 2014 года, было объявлено, что трилогия видео под названием "Bang Bang" должна быть выпущены в виде короткометражного фильма, дополнения к трансляции тура. Короткий фильм (в котором несколько сцен видео-интерлюдов и фонов на протяжении всего тура) был снят нью-йоркским режиссёром и фотографом Дикайлем Риммашем. Вместе с военным фотографом Уильямом Кэнером, Риммаш соединил подход кинопроизводства и эстетического ряда. Вдохновленный Французской новой волной, короткометражный фильм был создан с помощью таможенных буровых установок камер, которые Риммаш проектировал, 50-летние российские линзы и эффекты освещения Арчи Сиотти и Скоттом Спенсером. Однако, после выхода первой части трилогии, остальные две не вышли в  запланированные даты выпуска. Когда его спросили об этом (также была удалена первая часть), Риммаш просто сказал: "Без комментариев".

## Факты
- Согласно мнению известного журнала Forbes, «On The Run» будет вторым самым кассовым и удачным туром всех времен после тура группы U2 «360».Предположительно, каждое шоу будет приносить доход в $5,000,000, а всего  21 выступление.
- «On The Run» вошел в топ-10 самых прибыльных туров 2014.[12].
- 12 и 13 сентября Бейонсе и Ники Минаж исполнили ***Flawless(Remix).[13].
- Трейлер к On the Run Tour получил номинацию на Грэмми 2015.
- «On The Run Tour» получил номинацию на престижную телевизионную премию Эмми.